# Lyngbygård (Eggeslevmagle Sogn)
 For alternative betydninger, se Lyngbygård. (Se også artikler, som begynder med Lyngbygård)
Lyngbygaard er en gammel landsbyhovedgård, som nævnes første gang i 1403. Gården ligger i Eggeslevmagle Sogn, Slagelse Kommune. Hovedbygningen er opført i 1873
Lyngbygaard Gods er på 939 hektar med Gerdrup

## Ejere af Lyngbygaard
- (1403-1536) Antvorskov Kloster
- (1536-1696) Kronen
- (1696-1702) Diderich Grubbe
- (1702-1727) Anne Elisabeth Holgersdatter Vind gift Grubbe
- (1727-1728) Holger Grubbe
- (1728-1732) Diderikke E. Grubbe / Christine E. Grubbe
- (1732-1735) Christine baronesse Fuiren gift Harboe
- (1735-1736) Slægten Harboe
- (1736-1739) Oluf Bruun / Jørgen Williumsen
- (1739-1750) Oluf Bruun
- (1750-1755) Simon Borthuus
- (1755) Otto Borthuus
- (1755-1760) Casper Frederik von Bülow
- (1760-1798) Morten Iversen Qvistgaard
- (1798-1807) Peter Christoffer Mortensen Qvistgaard
- (1807-1814) Henriette Elisabeth Schow gift Qvistgaard
- (1814-1831) Peter Johansen de Neergaard
- (1831-1877) Carl Julius Petersen Rehling-Qvistgaard
- (1877-1917) Tofa Alvilda Carlsdatter Rehling-Qvistgaard gift Fabricius
- (1917-1929) Holger Fabricius
- (1929-1944) Kristine Feyring gift Fabricius
- (1944-1975) Peter Frederik Holgersen Fabricius
- (1975-1987) Peter Petersen Fabricius
- (1987-) Hofjægermester Peter Nicolaj Fabricius Melchior